# Cyrtopogon curtistylus
Cyrtopogon curtistylus là một loài ruồi trong họ Asilidae. Cyrtopogon curtistylus được Curran miêu tả năm 1923. Loài này phân bố ở vùng Tân Bắc giới.